# Playmobil, le film
Pour les articles homonymes, voir Playmobil.
Pour plus de détails, voir Fiche technique et Distribution.
Playmobil, le film (Playmobil : The Movie) est un film français réalisé par Lino DiSalvo, sorti en 2019. Mêlant animation 3D et prise de vues réelles, le film est une adaptation de l'univers de la marque de jouets allemande Playmobil. Co-écrit par Blaise Hemingway, Greg Erb et Jason Oremland, le scénario se base sur une histoire originale de Lino DiSalvo qui signe sa première réalisation à la fois dans l’animation et dans les prises de vues réelles.

## Synopsis
Marla Brenner (Anya Taylor-Joy) est une jeune fille de 18 ans qui vit avec son petit frère Charlie (Gabriel Bateman) dans une maison aisée à Montréal. Comme Charlie, elle aime les jouets Playmobil et ils ne cessent jamais d’inventer de nouvelles histoires. Ils aiment particulièrement jouer aux chevaliers et aux vikings qui se battent contre les soldats Romains.
Par un jour ensoleillé, elle est tout heureuse car elle a obtenu son passeport avec sa carte d’identité. Elle rêve de le remplir en partant explorer le monde. Elle promet à Charlie de l’emmener avec elle. Mais quelques instants plus tard, deux policiers sonnent à la porte des Brenner. Marla leur ouvre la porte, et ils annoncent que ses parents viennent d’avoir un accident avec leur voiture. Ils n’ont pas survécu…
Quatre ans plus tard, Marla a renoncé à ses rêves et fait de son mieux pour s’occuper de la maison et de son frère Charlie qui a maintenant 10 ans. Ce dernier n’a pas perdu son âme d’enfant, mais ne reconnaît plus sa grande sœur qui a « grandi » beaucoup trop vite.

## Fiche technique
Sauf indication contraire, les informations mentionnées dans cette section peuvent être confirmées par les bases de données cinématographiques IMDb et Allociné,  présentes dans la section « Liens externes ».
- Titre : Playmobil, le film
- Titre international : Playmobil : The Movie
- Réalisation : Lino DiSalvo

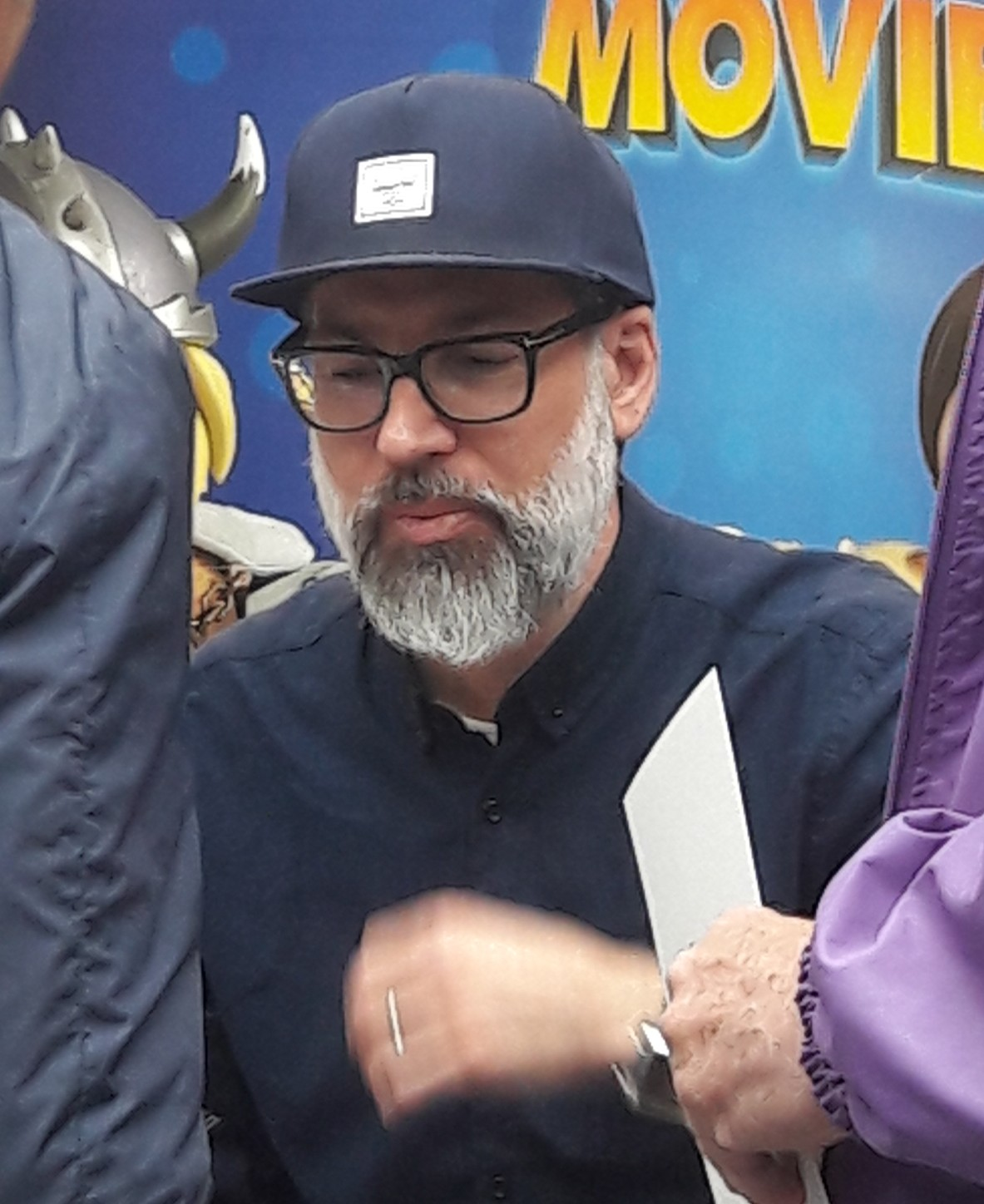
Lino DiSalvo lors de la présentation du film au festival d'animation d'Annecy.

- Scénario : Greg Erb, Jason Oremland et Blaise Hemingway, d'après les jouets Playmobil créés par Hans Beck et Horst Brandstätter et d’après une histoire originale de Lino DiSalvo
- Musique : Heitor Pereira
- Animation : Julien Bocabeille (chef de l’animation)
- Direction artistique : Julien Rossire
- Décors : Jean-Andre Carriere
- Photographie : Charlie Ramos
- Montage : Maurissa Horwitz et Nick Kenway
- Production : Moritz Borman, Dimitri Rassam, Aton Soumache, Alexis Vonarb
  - Coproduction : Timothy Burrill et Axel Von Maydell
  - Production déléguée : Lino DiSalvo, Stephan Franck, Olivier Glaas, Tito Ortiz et Bob Persichetti
  - Production associée : Emmanuel Jacomet
- Sociétés de production : On Entertainment et ON Animation Studios
- Société de distribution : Pathé Distribution (France)
- Pays production :  France
- Langue originale : anglais
- Format : couleur - 2,35:1 (CinemaScope)
- Genre : animation, comédie, aventure et fantastique
- Durée : 95 minutes
- Dates de sortie :
  - France : 10 juin 2019 (festival d'animation d'Annecy[1]) ; 7 août 2019 (sortie nationale)
  - Belgique : 7 août 2019
  - Royaume-Uni : 9 août 2019
  - Canada : 6 décembre 2019
  - États-Unis : 6 décembre 2019

## Distribution
- Anya Taylor-Joy : Marla (également voix)
- Gabriel Bateman : Charlie (également voix)
- Harry Standjofski : le gardien du musée

### Voix originales
Sauf indication contraire, les informations mentionnées dans cette section peuvent être confirmées par la base de données cinématographiques IMDb,  présente dans la section « Liens externes ».
- Jim Gaffigan : Del
- Daniel Radcliffe : Rex Dasher
- Meghan Trainor : la bonne fée
- Kenan Thompson : Bloodbones
- Adam Lambert : l'empereur Maximus
- Wendi McLendon-Covey
- Lino DiSalvo : Robotiron
- Kirk Thornton (en) : Ook Ook, l'homme préhistorique
- Dan Navarro (en) : le chef viking
- Cindy Robinson (en) : Nola, l'alien chasseuse de primes
- Spike Spencer (en) : voix additionnelles
- Benjamin Diskin : Seadog
- Kellen Goff (en) : Salty
- Dino Andrade : Scurvy Pete

### Voix françaises
- Margaux Maillet : Marla
- Maleaume Paquin : Charlie
- Kad Merad : Del
- Franck Dubosc : Rex Dasher
- Olivier Constantin : Bloodbones
- Jenifer : la bonne fée
- Jérôme Commandeur : l'empereur Maximus
- Arnaud Léonard : Sven
- Virginie Emane : policière
- Jérémie Covillault : le Chevalier Noir
- Paul Borne
- Mélissa Theuriau
- Christophe Lemoine
- Raphaël Cohen
- Boris Rehlinger
- Xavier Fagnon
- Antoine Schoumsky
- Adrien Antoine
- Franck Gourlat
- Julie Ferrier

## Production
Un film d'animation Playmobil, intitulé Playmobil: Robbers, Thieves & Rebels et produit par On Entertainment, Wild Bunch et Pathé, est initialement prévu pour 2017. Bob Persichetti est alors annoncé comme réalisateur et producteur. Le projet est alors prévu comme étant le premier film d'une trilogie animée par ON Animations Studios.
En février 2016, Lino DiSalvo est finalement annoncé comme réalisateur, en remplacement de Bob Persichetti. Il s'agit de son premier long métrage comme réalisateur, après dix-sept ans passés dans le département animation de Disney. Le budget du film est alors estimé à 75 millions de dollars. La production est notamment assurée par Dimitri Rassam et Aton Soumache de la société ON Animation Studios,. En mai 2016, Blaise Hemingway est annoncé comme scénariste.
En novembre 2017, Wendi McLendon-Covey rejoint la distribution. Il est par ailleurs révélé que le film est constitué à la fois d'animation 3D et de prises de vues réelles. En juin 2018, certains détails du film sont présentés au festival d'animation d'Annecy. En octobre 2018, la distribution s'étoffe avec les arrivées d'Anya Taylor-Joy, Gabriel Bateman, Daniel Radcliffe, Jim Gaffigan, Meghan Trainor et Adam Lambert. Ces deux derniers écrivent et chantent par ailleurs les chansons du film.
Le tournage des prises de vue réelles a eu lieu à Montréal.